# Alexis de Gabriac
Le comte Jean Alexis de Cadoine de Gabriac, né le 8 mai 1811 à Marseille et mort le 31 août 1890 au château de Lantilly, est un diplomate et grand voyageur français. 

## Biographie
Formé sous la Restauration, il est nommé attaché de légation de France à Dresde en 1837, à Francfort en 1839, secrétaire d'ambassade et chargé d'affaires à Vienne le 10 avril 1847 et premier secrétaire à Constantinople le 20 avril 1849.
Chargé d'affaires à Florence le 21 juillet 1852, il négocia et signa avec Andrea Corsini, duc de Casigliano, ministre des Affaires étrangères du Grand-duché de Toscane, le Traité de commerce et de navigation, conclu le 15 février 1853, entre la France et la Toscane.
Il est premier secrétaire à Berlin de 1852 à 1854.
Envoyé extraordinaire et Ministre plénipotentiaire de France au Mexique de 1854 à 1860, il tenta durant tout son ministère de convaincre le comte Walewski et Napoléon III d'une intervention française au Mexique, qui n'arriva qu'en 1861, pour mettre fin à la guerre civile. Il craignait particulièrement une prise en main du Mexique par les États-Unis. Il a soutenu les conservateurs mexicains dans leur objectif d'instaurer une monarchie dans le pays.
Gabriac est nommé secrétaire à Munich le 30 septembre 1862.
En 1866-1867, il effectue un long périple en Amérique du Sud et, en 1868, commence un tour du monde en compagnie de Marie Alexandre Raoul Blin de Bourdon. 
Parti de Marseille le 10 octobre, il visite Alexandrie puis, en train, gagne Suez. De Suez, il joint Aden puis Bombay où il étudie le système des castes, les parsis, les fakirs et les bayadères. Il voit les temples d'Elephanta, les grottes de Kanheri et passe à Pounah, Baroda, Ahmedabad avant de revenir à Bombay le 27 novembre. 
Il commence alors une grande traversée de l'Hindoustan par le train et arrive à Calcutta le 3 décembre. Il visite ensuite Bénarès puis Kanpur où les traces de la révolte de 1857 sont encore visibles. A Lucknow, il voit les vestiges du palais où le roi de l'Awadh abritait ses neuf cents femmes. 
Gabriac atteint Agra le 24 décembre et admire le Taj Mahal puis Jaïpur, Delhi avant de joindre Kasauli et de regagner Calcutta. Il décide alors de rentrer en Europe par la Chine, le Japon et les États-Unis. 
Le 21 janvier 1869, il repart seul sur un bateau transportant de l'opium, fait escale à Penang, Singapour, Saïgon et Hong Kong avant de visiter Canton. Le 29 mars, il atteint Yokohama puis visite Yeddo et quitte le Japon après un mois de séjour, le 30 avril, à destination des États-Unis. 
Il atteint ainsi San Francisco le 20 mai sur un paquebot de luxe puis traverse les États-Unis par le Great Pacific Railroad. Il passe alors à Salt Lake City, traverse le Missouri à Omaha et atteint New York où il séjourne jusqu'au 3 juin 1869 avant d'embarquer sur un paquebot allemand qui le ramène à Calais.

### Distinctions et décorations
- Grand-croix de l'ordre d'Isabelle la Catholique
- Commandeur de la Légion d'honneur

Le comte de Gabriac était commandeur de la Légion d'honneur, grand'croix de l'ordre de Saint-Grégoire-le-Grand, de l'ordre d'Isabelle la Catholique, de l'ordre de l'Aigle rouge, décoré du Nichan de Turquie de première classe.

## Œuvres
- Douanes allemandes. De l'influence exercée sur le commerce et l'industrie de la Saxe royale par sons accession à la grande association des douanes allemandes- prussiennes, 1840
- Supplique à S. M. l'Empereur pour les cautions de douane de M. le Mis de Forbin-Janson, 1853
- Promenade à travers l'Amérique du sud : Nouvelle-Grenade, Équateur, Pérou, Brésil; ... orné de vingt-et-une gravures sur bois et de deux cartes géographiques, 1868
- Course humoristique autour du monde : Indes, Chine, Japon, 1872[2]